# Читлук (община)
Община Читлук (босн. и хорв. Opština Čitluk, серб. Општина Читлук) — боснийская община, расположенная в Герцеговино-Неретвенском кантоне Федерации Боснии и Герцеговины. Административным центром является Читлук.
На территории общины располагается селение Меджугорье, ставшее известным во второй половине XX века явлениями Богородицы и служащее местом паломничества до 1 миллиона христиан различных конфессий.

## Население
По предварительным данным переписи в конце 2013 года население общины составляло 18 552 человека. По данным переписи населения 1991 года, в 21 населённом пункте общины проживали 15 083 человека.